# Lluna de mel

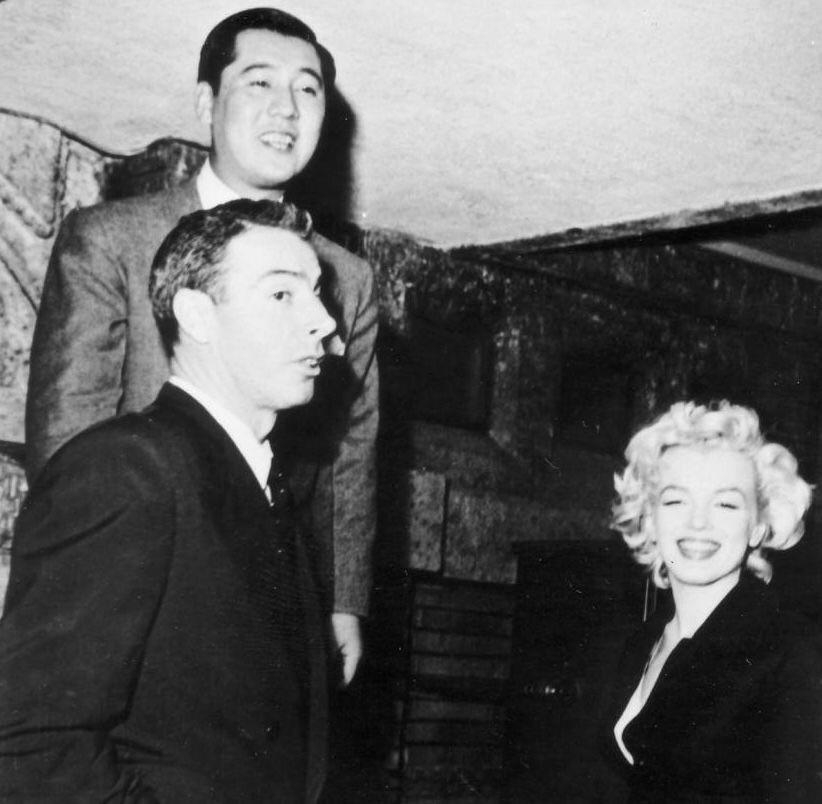
Joe DiMaggio i Marilyn Monroe a l'Imperial Hotel de Tòkio en la seva lluna de mel

L'expressió lluna de mel fa referència a la nit de noces i al període posterior a les noces que els nuvis passen junts. S'anomena així perquè després del casament, la parella passava 28 dies (una lluna sencera) fent l'amor, menjant dolços i bevent hidromel per potenciar la fertilitat tant en l'home com en la dona per tal d'aconseguir quedar-se en estat dins d'aquests 28 dies per tenir sort i prosperitat durant la seva vida. Es diu que les primeres nits dels nuvis són romàntiques per la lluna, i dolces per la mel.

## Diferents orígens
L'origen de la lluna de mel té diverses versions, entre elles hi ha per exemple la provinent de Babilònia (antiga ciutat de la baixa mesopotàmia) on fa més de 4000 anys, el pare de la núvia li donava al nuvi tota aquella cervesa de mel que pogués beure durant un mes, una lluna.
Entre els romans, cada nit, la mare de la núvia, deixava durant un mes o una lluna al llit nupcial, una gerra amb mel a disposició de la parella. Aquesta costum durava tota una lluna i demostrava l'afecte que la mare tenia per la núvia. Es diu que a Alemanya, els qui van començar amb aquesta tradició, celebraven les noces només sota la lluna plena i després de l'esdeveniment, els nuvis bevien licor de mel durant els 30 dies posteriors a les noces. Aquest període llavors va arribar a conèixer-se com a Lluna de Mel.
Per un altre costat es diu que l'expressió "Lluna de Mel", data del segle xvi, és d'origen escandinau i ve d'un antic costum d'Europa septentrional, que significa "el primer mes" o "la primera lluna" després de les noces. Durant aquest període, els nuvis acostumaven a beure hidromel, beguda alcohòlica fermentada i amb poder afrodisíac fet a partir de mel i aigua que augmentava la fertilitat i amb la probabilitat que el fill fos un nen.
A la Grècia clàssica aquesta beguda l'anomenaven "melikraton" i els romans "aigua mulsum", tot i que aquesta era feta de vi de raïm endolcit. Així també per la comunitat septentrional d'Europa, la lluna de mel significava aïllament, ja que quan un home d'aquest lloc segrestava a una jove d'un poblat proper, aquest era obligat a amagar-la durant un cicle lunar; l'únic que sabia on era, era el padrí. Quan la família de la núvia deixava de buscar-la, l'home tornava al seu poblat.
D'altra banda les parelles, tenien tantes obligacions quotidianes que els era impossible passar alguns dies o setmanes gaudint d'un viatge i de la seva parella. Cas totalment contrari a com és actualment.
Avui dia, la lluna de mel és totalment diferent, sol consistir en un viatge a algun lloc romàntic i, sovint, llunyà i exòtic, és un dels moments més esperats i plaents per la parella, en el qual s'aïllen per iniciar la seva vida matrimonial.
Hi ha moltes versions de l'origen d'aquesta expressió. Aquestes no es contradiuen perquè cada una passa a diferents temps i llocs, és a dir totes podrien ser vàlides i probables.

## Pel·lícules relacionades
- Lluna de mel (pel·lícula)